# Obârșa, Hunedoara
Obârșa este un sat în comuna Tomești din județul Hunedoara, Transilvania, România.

Sat al comunei Tomești, Obârșa este singurul centru de ceramică activ din cuprinsul județului Hunedoara. 

## Vezi și
- Biserica Sfântul Ierarh Nicolae din Obârșa

## Galerie de imagini

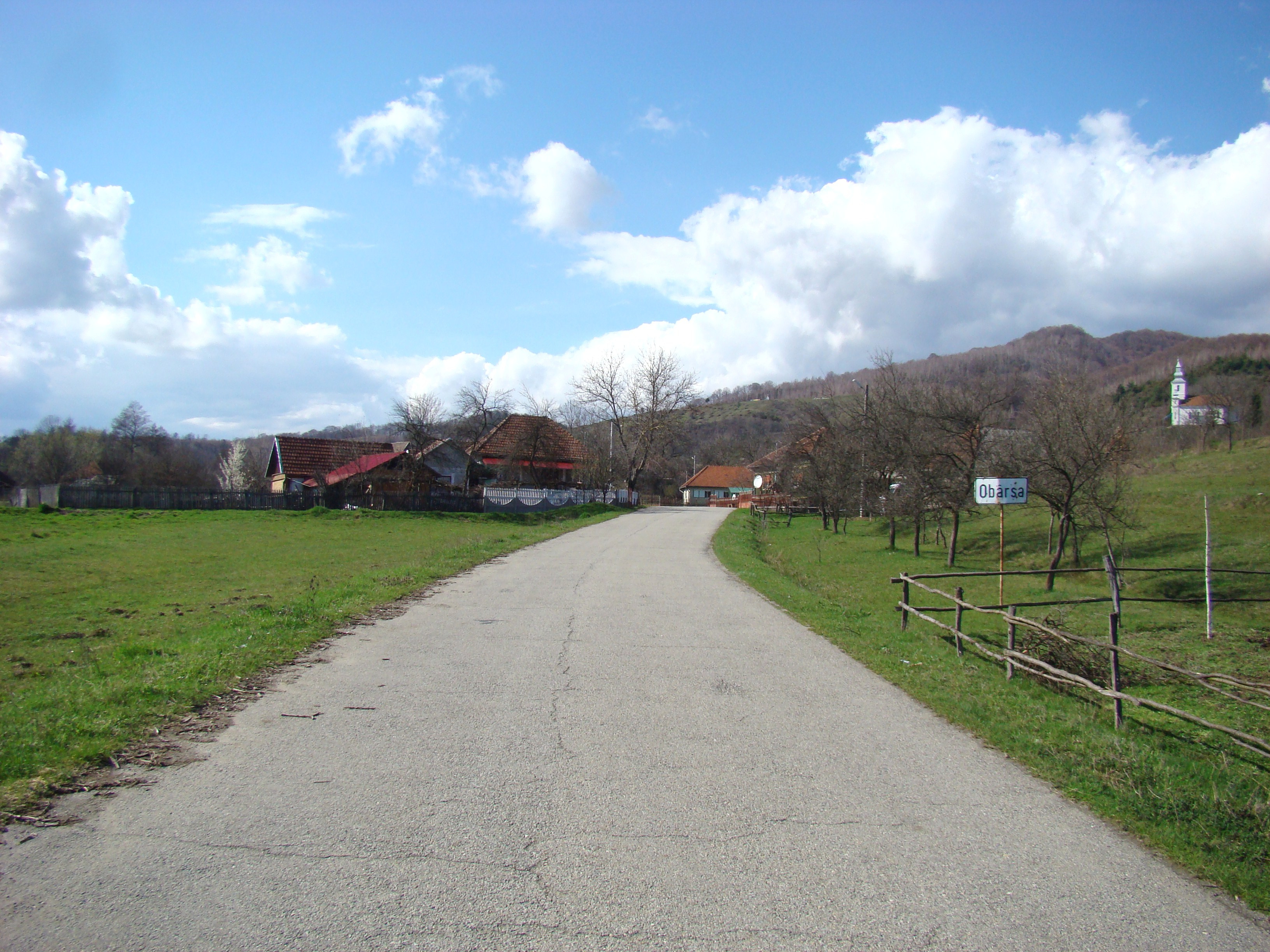
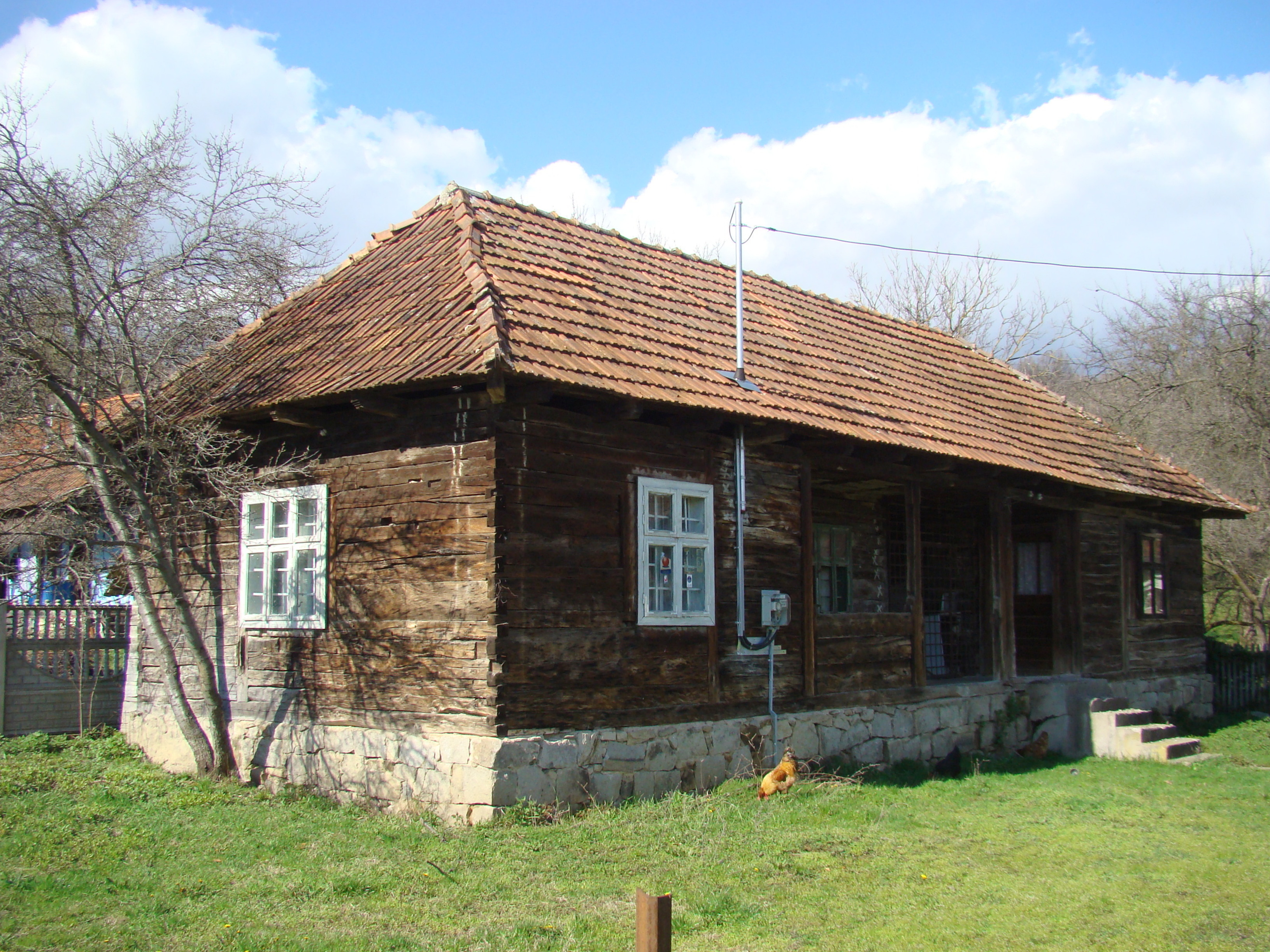
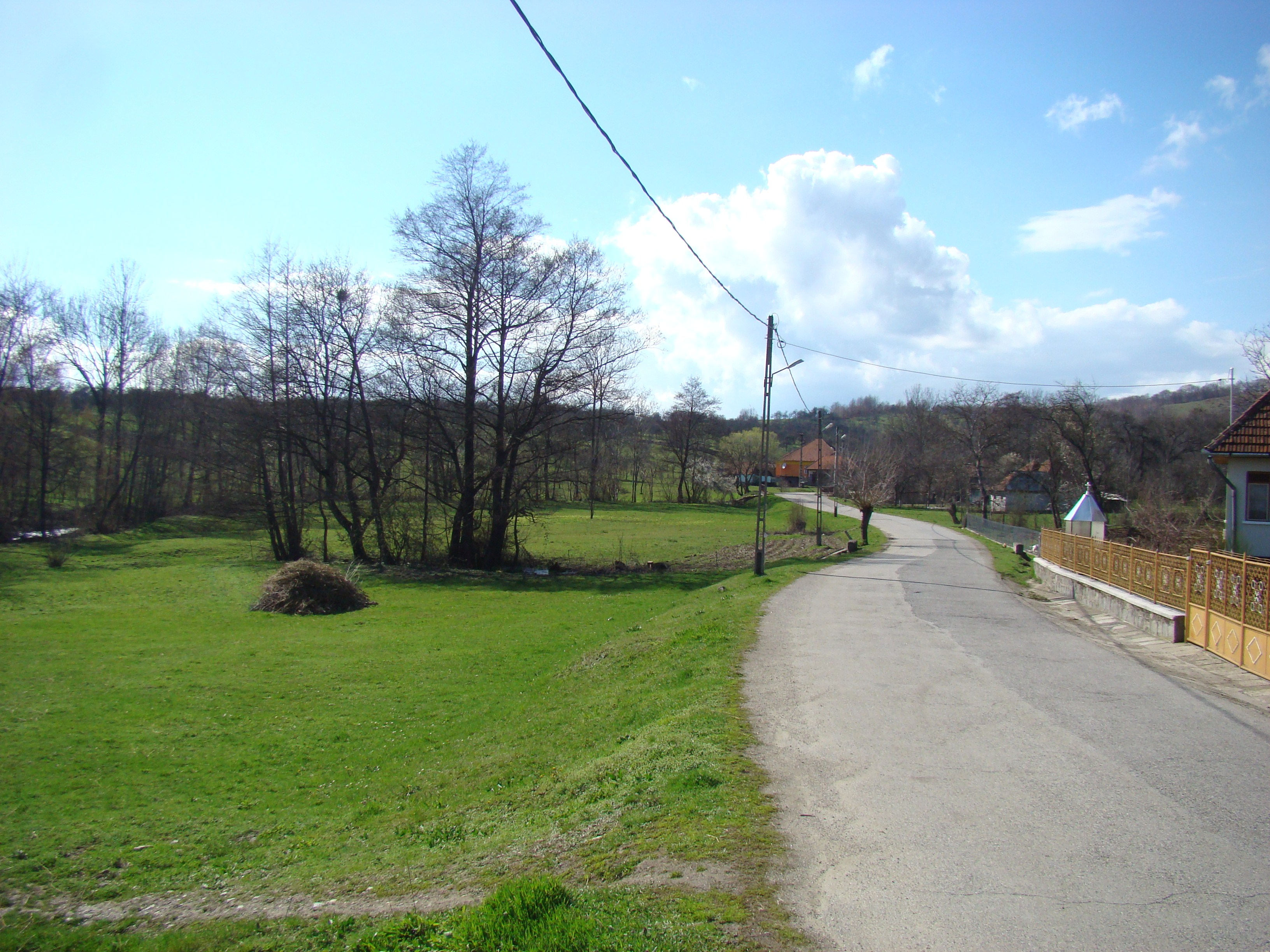
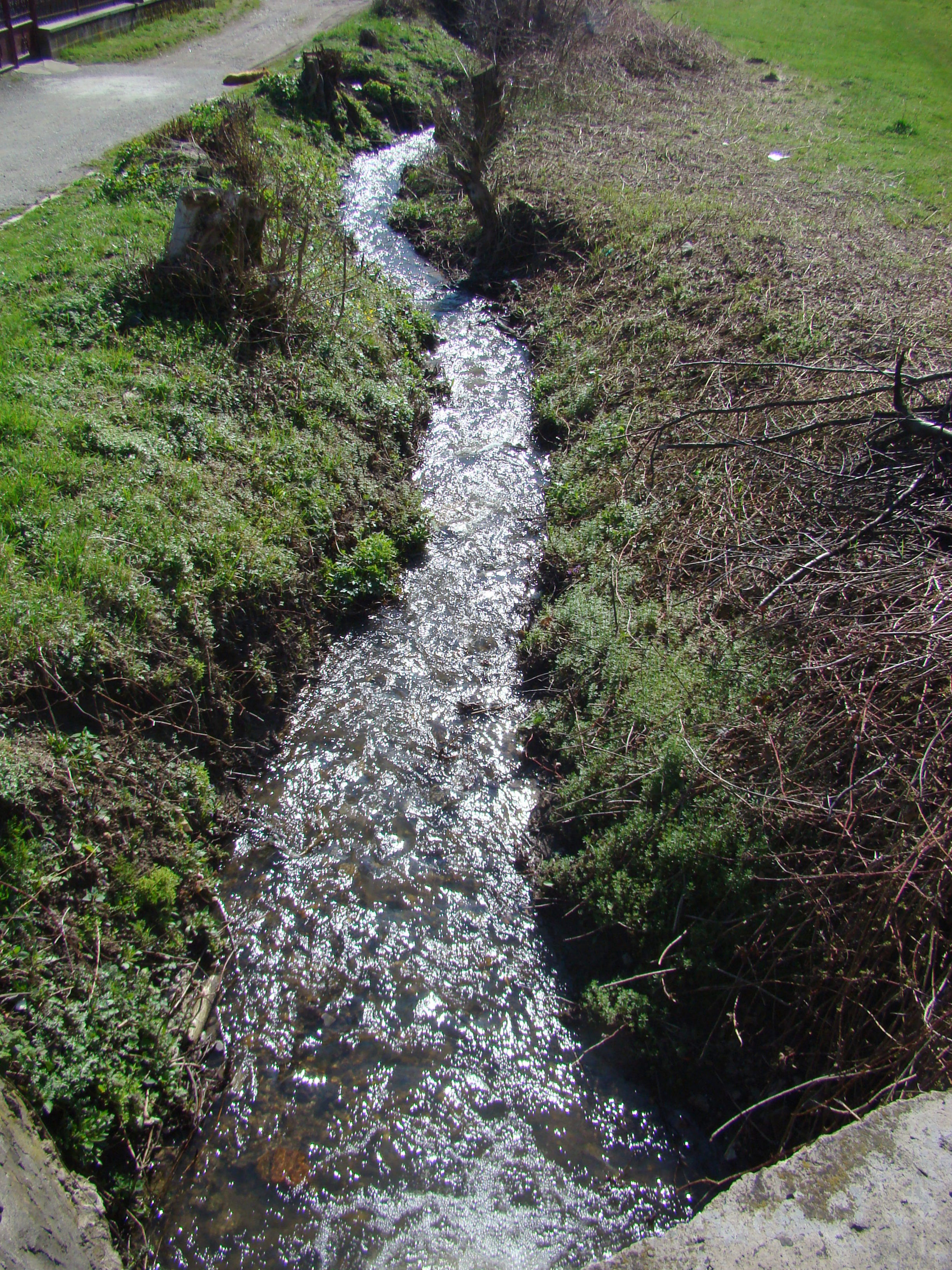
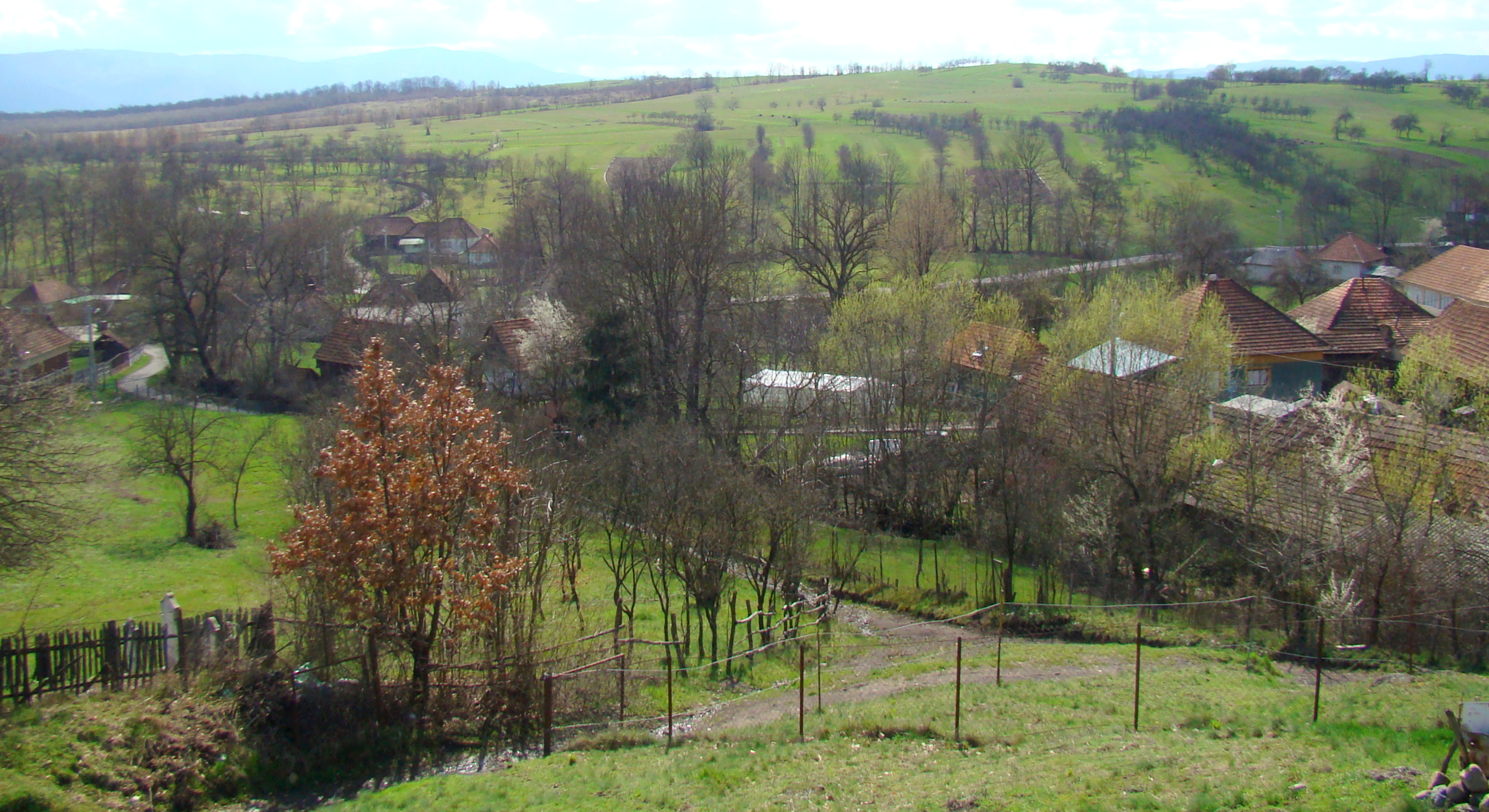
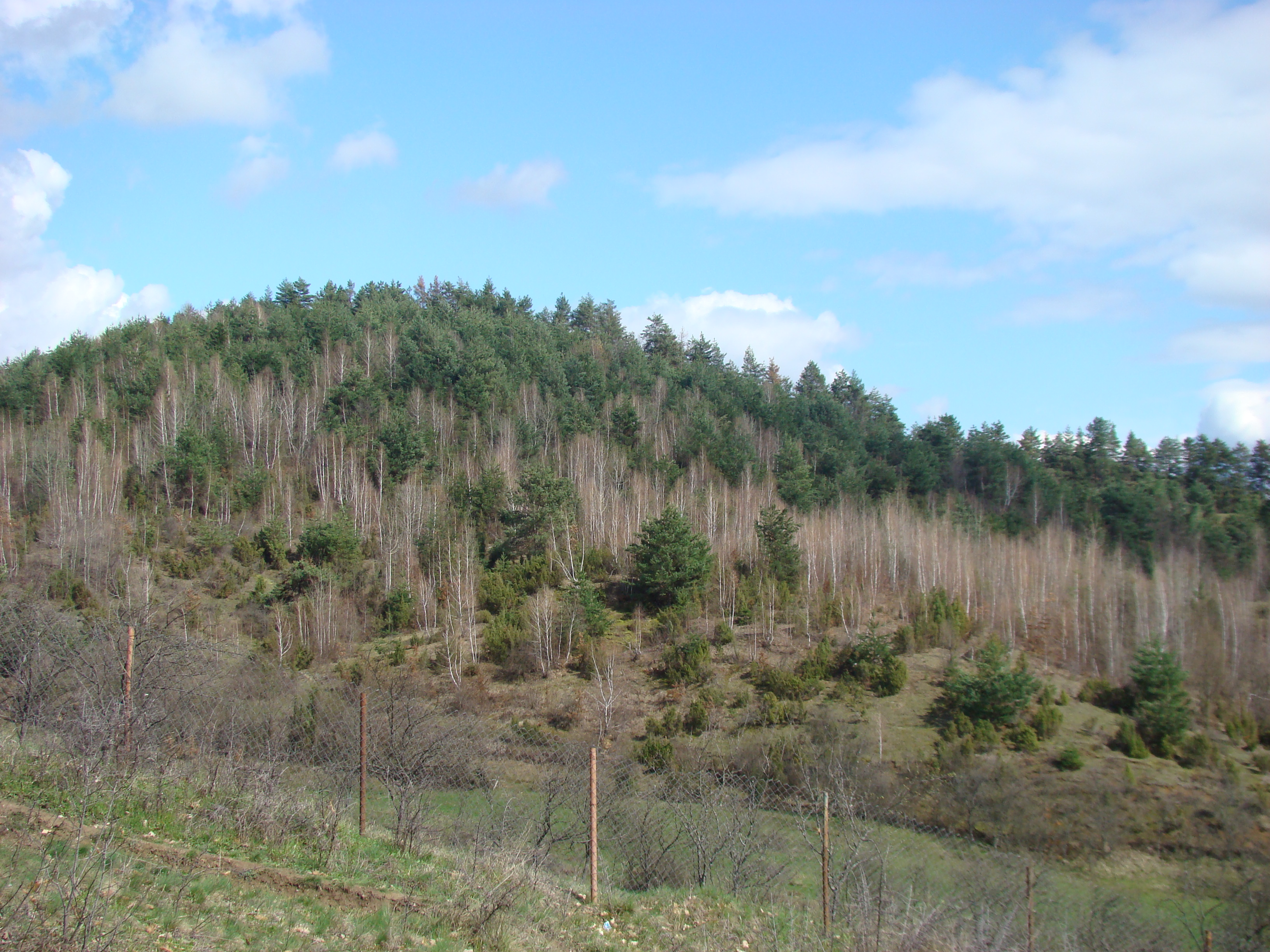
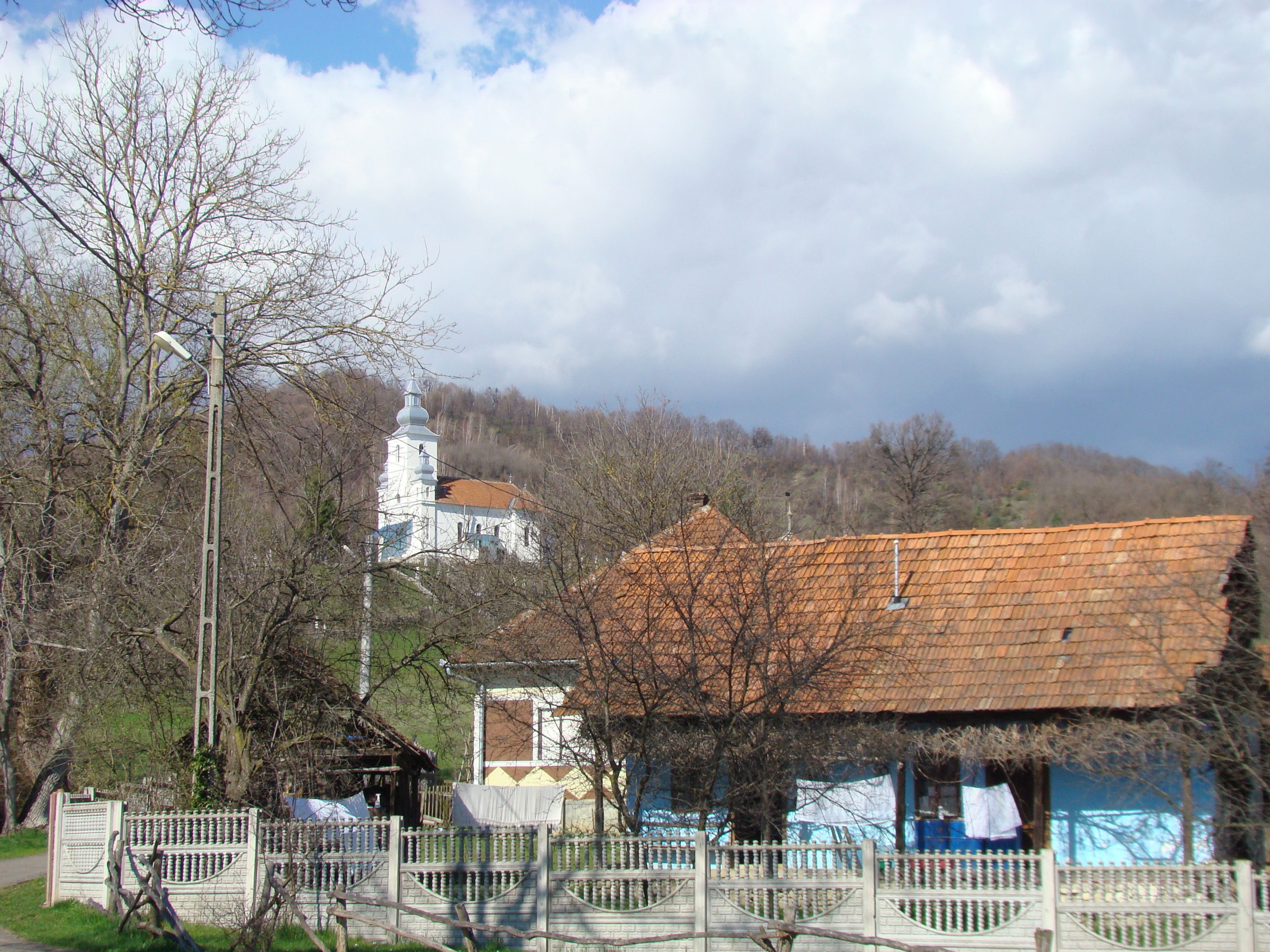
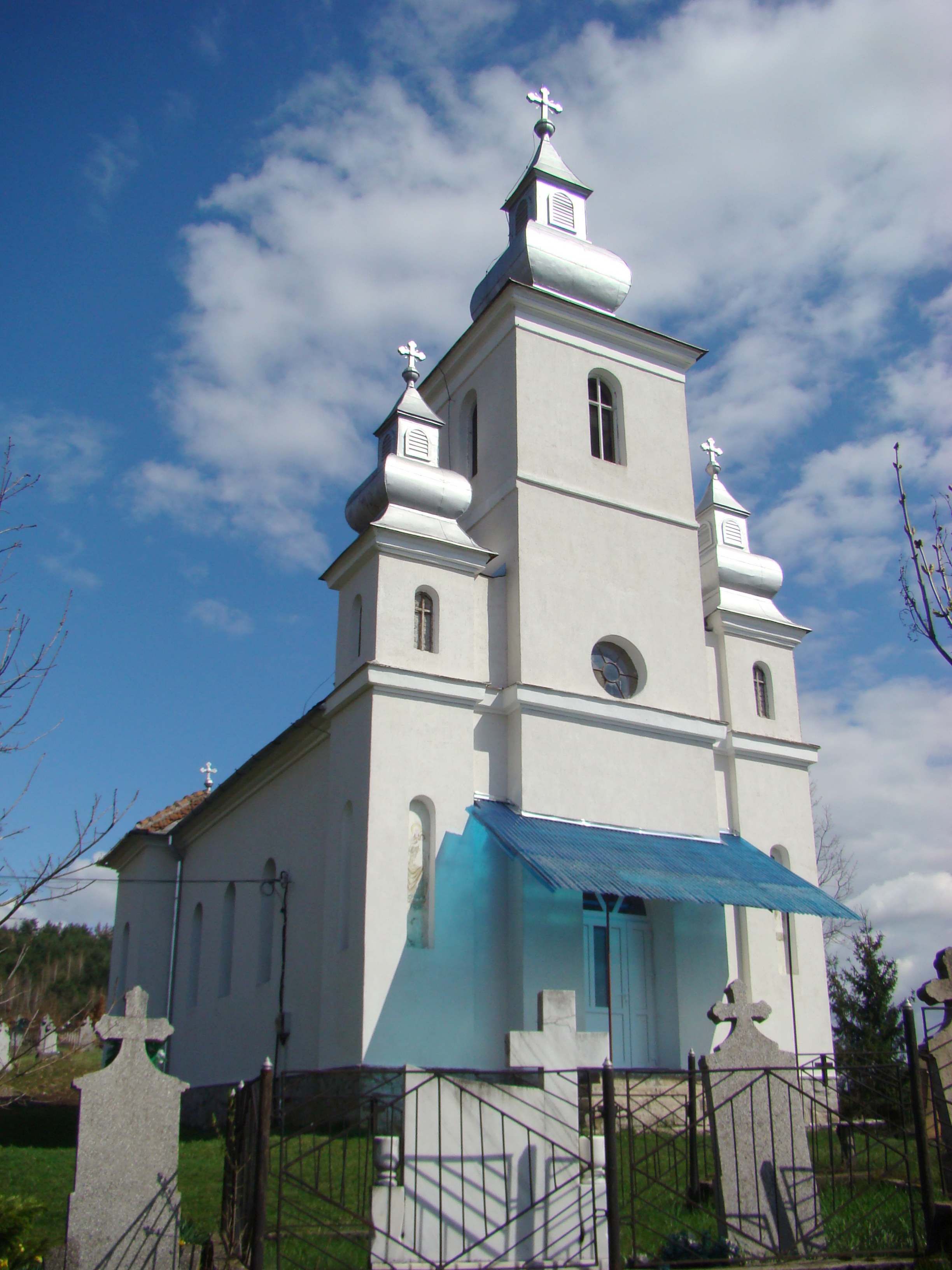
Biserica „Sfântul Ierarh Nicolae” (monument istoric)
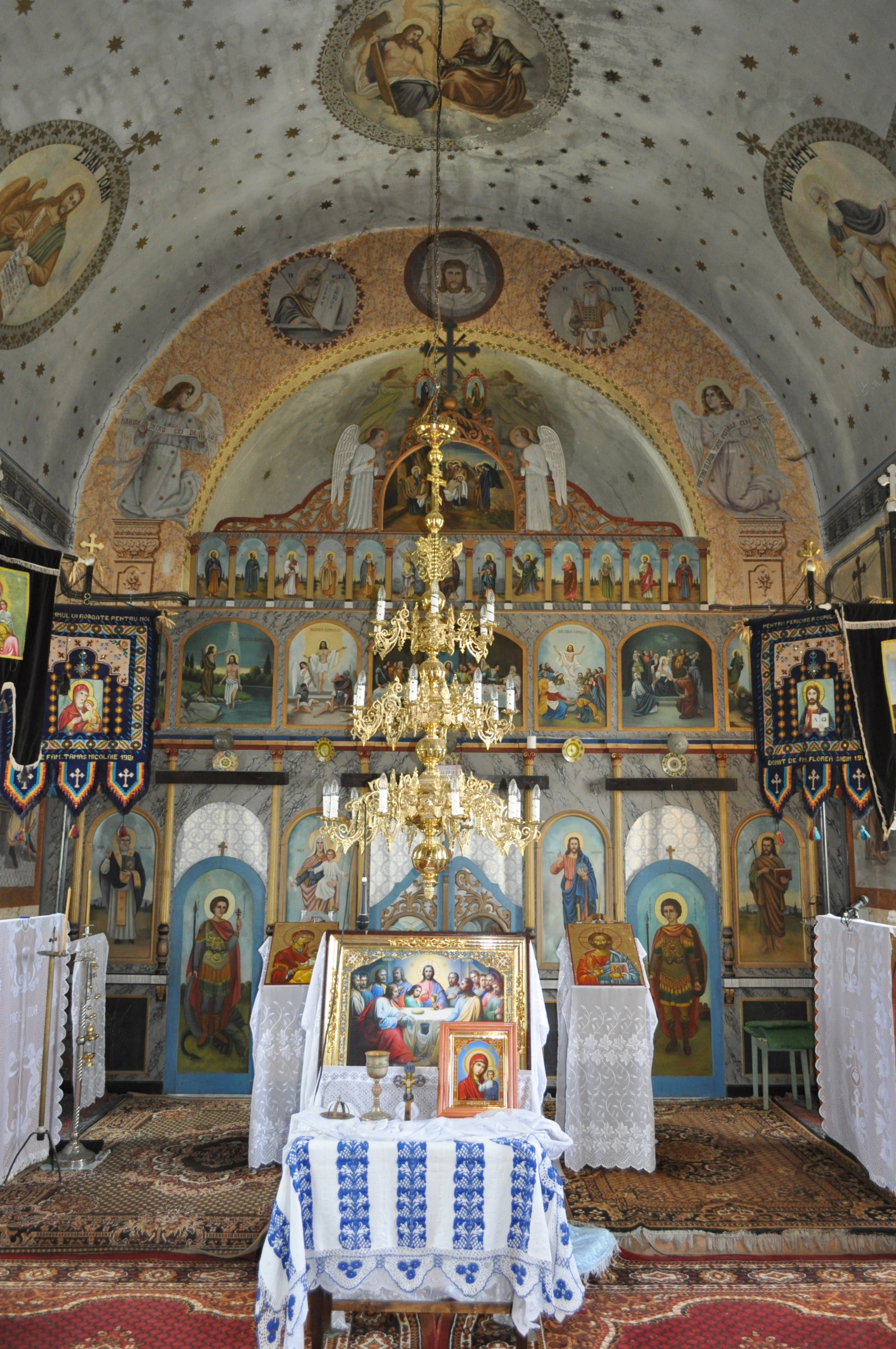
Biserica „Sfântul Ierarh Nicolae” (interior)
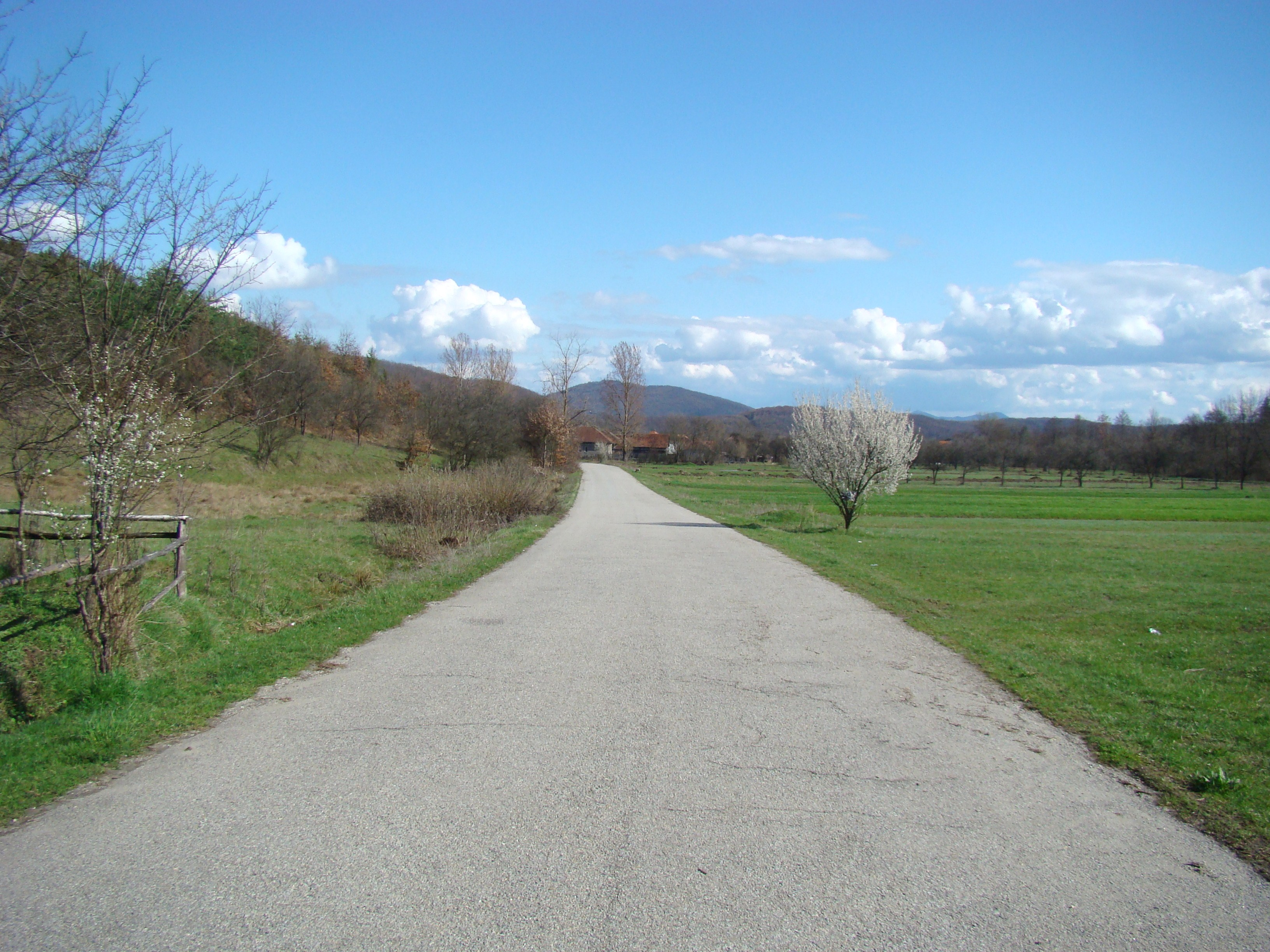
Drumul Obârșa-Dobroț